# Accentuate the Positive
Accentuate the Positive è il quarantacinquesimo album in studio del cantautore nordirlandese Van Morrison, pubblicato il 3 novembre 2023 da Exile Productions e Virgin Records. È un album di cover delle canzoni rock and roll, R&B e country preferite da Morrison. L'album ha ricevuto recensioni positive dalla critica.
Accentuate the Positive segna il secondo album consecutivo di cover di Morrison e il secondo album del 2023, dopo il suo album di cover di skiffle di marzo, Moving On Skiffle.

## Ricezione critica
Accentuate the Positive ha ricevuto un punteggio di 72 su 100 sull'aggregatore di recensioni Metacritic sulla base delle recensioni di quattro critici, indicando un'accoglienza "generalmente favorevole". Uncut ha affermato che "questo album rock'n'roll è ben al di sotto dell'eccitazione atomica di Little Richard in un genere che qui mostra la sua età, ma il 78enne Van suona giovanile e desideroso, persino sensuale tra le sommesse armonie femminili e il pianoforte honky-tonk" di 'You Are My Sunshine'".

## Tracce
1. You Are My Sunshine – 3:42 (Jimmie Davis)
2. When Will I Be Loved? – 3:52 (Phil Everly)
3. Two Hound Dogs – 3:01 (Bill Haley, Frank Pingatore)
4. Flip, Flop and Fly – 3:52 (Charles Calhoun, Lou Willie Turner)
5. I Want a Roof Over My Head – 2:39 (Harvey Oliver Brooks)
6. Problems – 4:37 (Felice Bryant, Boudleaux Bryant)
7. Hang Up My Rock and Roll Shoes – 2:42 (Chuck Willis)
8. The Shape I'm In – 2:20 (Cathy Lynn, Otis Blackwell)
9. Accentuate the Positive – 3:24 (Harold Arlen, Johnny Mercer)
10. Lonesome Train – 2:58 (Dorsey Burnette, Glen Moore, Johnny Burnette, Milton Subotsky, Paul Burlison)
11. A Shot of Rhythm and Blues – 2:44 (Terry Thompson)
12. Shakin' All Over – 3:00 (Johnny Kidd, Guy Robinson)
13. Bye Bye Johnny – 2:58 (Chuck Berry)
14. Red Sails in the Sunset – 2:50 (Hugh Williams, Jimmy Kennedy)
15. Sea of Heartbreak – 4:05 (Paul Hampton, Hal David)
16. Blueberry Hill – 2:49 (Vincent Rose, Larry Stock, Al Lewis)
17. Bonaparte's Retreat – 2:14 (Pee Wee King, Redd Stewart)
18. Lucille – 2:54 (Albert Collins, Little Richard)
19. Shake Rattle and Roll – 5:00 (Calhoun)